# نورمان ما بيزا
نورمان ما بيزا (بالإنجليزية: Norman Mapeza)‏ (12 أبريل 1972 بهراري في زيمبابوي - ) هو لاعب كرة قدم زيمبابوي في مركز الدفاع. شارك مع منتخب زيمبابوي لكرة القدم. أما مع النوادي، فقد لعب مع أياكس كيب تاون.

## روابط خارجية
- نورمان ما بيزا على موقع اتحاد تركيا (لاعب) (الإنجليزية)
- نورمان ما بيزا على موقع قاعدة بيانات كرة القدم.إي يو (الإنجليزية)
- نورمان ما بيزا على موقع ناشيونال فوتبول تيمز (الإنجليزية)
- نورمان ما بيزا على موقع Soccerway.com (الإنجليزية)
- نورمان ما بيزا على موقع عالم كرة القدم.نت (الإنجليزية)